# Virginia Díaz Rivas
Virginia Díaz Rivas (* 15. August 1991 in El Astillero) ist eine spanische Ruderin. 2019 wurde sie Europameisterin im Zweier ohne Steuerfrau.

## Karriere
Virginia Díaz Rivas startete im Einer bei den Junioren-Weltmeisterschaften 2009. Hinter Lisa Schmidla konnte sie die Silbermedaille gewinnen. 2010 startete sie zusammen mit Dominguez Asensio Nuria im Doppelzweier beim ersten Ruder-Weltcup der Saison in Bled. Die beiden belegten den zweiten Platz im B-Finale, was am Ende Platz acht bedeutete. Bei den anschließenden U23-Weltmeisterschaften startete sie wieder im Einer. Im B-Finale belegte sie den sechsten Platz, womit sie den 12. Platz bei den Weltmeisterschaften belegte. Bei den Europameisterschaften 2013 gewann sie das C-Finale im Einer und belegte so in der Endabrechnung den 13. Platz. Danach wechselte sie in den Zweier ohne Steuerfrau und startete zusammen mit Aina Cid bei den U23-Weltmeisterschaften. Die beiden belegten den fünften Platz im B-Finale und schlossen so den Wettbewerb auf dem 11. Platz ab.
2015 machte sie bei der Weltmeisterschaft einen ungewöhnlichen Doppelstart im Einer und Zweier ohne. Im Einer gewann sie das Halbfinale E/F, trat dann aber im E-Finale aufgrund der Doppelbelastung nicht mehr an, so dass sie als sechste des E-Finales gewertet wurde und damit in Endeffekt 30. wurde. Zusammen mit Anna Boada Peiro belegte sie im Zweier ohne den zweiten Platz im D-Finale und damit den 20. Platz in diesem Wettbewerb. Ein Jahr später startete sie im Einer bei dem ersten Weltcup der Saison in Varese. Hier konnte sie am Finaltag das D-Finale gewinnen und erreichte damit am Ende den 19. Platz. Anschließend ging sie im Mai bei der Qualifikationsregatta für die Olympischen Spiele an den Start. Mit dem fünften Platz im Halbfinale verpasste sie allerdings die Qualifikation für das A-Finale, wo die Quotenplätze vergeben wurden. Auch 2017 ging sie beim ersten Weltcup der Saison in Belgrad im Einer an den Start. Sie belegte den dritten Platz im B-Finale und damit in der Endabrechnung Platz neun. Bei den Europameisterschaften in Račice u Štětí wiederholte sie das Ergebnis und belegte den neunten Platz. Beim anschließenden Weltcup in Luzern verpasste sie den Sprung in das Halbfinale der Besten 12. Mit dem Sieg im C-Finale wurde sie am Ende 13. Bei den Weltmeisterschaften schaffte sie es wieder sich für das Halbfinal der Besten 12 zu qualifizieren und schloss mit dem fünften Platz im B-Finale den Wettkampf auf Platz 11 ab. 2018 startete sie beim ersten Ruder-Weltcup der Saison in Belgrad wieder im Einer. Dieses Mal belegte sie den zweiten Platz im C-Finale und damit den 14. Platz. Ende Juni konnte sie bei den Mittelmeerspielen hinter Aikaterini Nikolaidou und Kiri Tontodonati die Bronzemedaille im Einer gewinnen. Beim dritten Weltcup der Saison in Luzern gelang ihr wieder die Qualifikation für das Halbfinale A/B. Wie bei den vergangenen Weltmeisterschaften reichte es aber nur zu Platz fünf im B-Finale und damit dem 11. Platz. Bei der Weltmeisterschaft belegte sie dieses Mal den 14. Platz, indem sie im C-Finale als zweite ins Ziel kam.
Zu Beginn der Saison 2019 stieg sie wieder mit Aina Cid in den Zweier ohne. Beim ersten Ruder-Weltcup in Plowdiw belegten die beiden den sechsten Platz. Bei den Europameisterschaften gewannen sie den Vorlauf und das Halbfinale. Im Finale konnten sie den Titel vor den Booten aus Rumänien und Italien gewinnen. In Rotterdam beim dritten Weltcup der Saison erreichten sie wieder das Finale, kamen dieses Mal aber nicht über Platz fünf hinaus. Bei der anschließenden Weltmeisterschaft belegten sie ebenfalls den fünften Platz. Mit dem fünften Platz qualifizierten sie die Bootsklasse für die Olympischen Spiele in Tokio. Nachdem 2020 der Großteil der Saison abgesagt wurde, starteten sie im September bei den Europameisterschaften. Dieses Mal gewannen sie die Silbermedaille hinter den Rumäninnen. Auch zu Beginn der Saison 2021 starteten die beiden im Zweier ohne bei den Europameisterschaften in Varese. Hinter den Booten aus Großbritannien und Rumänien konnten sie die Bronzemedaille gewinnen. Bei der Olympischen Regatta in Tokio erreichten die Spanierinnen das A-Finale und belegten den sechsten Platz.

## Internationale Erfolge
- 2009: Silbermedaille Junioren-Weltmeisterschaften im Einer
- 2010: 12. Platz U23-Weltmeisterschaften im Einer
- 2013: 13. Platz Europameisterschaften im Einer
- 2013: 11. Platz U23-Weltmeisterschaften im Zweier ohne Steuerfrau
- 2015: 20. Platz Weltmeisterschaften im Zweier ohne
- 2015: 30. Platz Weltmeisterschaften im Einer
- 2017: 9. Platz Europameisterschaften im Einer
- 2017: 11. Platz Weltmeisterschaften im Einer
- 2018: Bronzemedaille Mittelmeerspiele im Einer
- 2018: 14. Platz Weltmeisterschaften im Einer
- 2019: Goldmedaille Europameisterschaften im Zweier ohne
- 2019: 5. Platz Weltmeisterschaften im Zweier ohne
- 2020: Silbermedaille Europameisterschaften im Zweier ohne
- 2021: Bronzemedaille Europameisterschaften im Zweier ohne
- 2021: 6. Platz Olympische Spiele 2020 im Zweier ohne
- 2022: 5. Platz Europameisterschaften im Einer
- 2022: 6. Platz Weltmeisterschaften im Einer
- 2023: 6. Platz Europameisterschaften im Einer
- 2023: 12. Platz Weltmeisterschaften im Einer
- 2024: 12. Platz Olympische Spiele im Einer